# Mormonia arizonae
Mormonia arizonae är en fjärilsart som beskrevs av Embrik Strand 1914. Mormonia arizonae ingår i släktet Mormonia och familjen nattflyn. Inga underarter finns listade i Catalogue of Life.